# هانس یورگ
هانس یورگ (انگلیسی: Hans Jörg؛ زادهٔ ۴ نوامبر ۱۹۵۰) بازیکن فوتبال اهل آلمان است.
از باشگاه‌هایی که در آن بازی کرده‌است می‌توان به باشگاه فوتبال بایرن مونیخ و باشگاه فوتبال آگسبورگ اشاره کرد.